# Joachim Posselt
Joachim Posselt (* 2. Oktober 1944 in Pausa/Vogtl.) ist ein ehemaliger deutscher Fußballspieler, der in der DDR-Oberliga für den FC Karl-Marx-Stadt spielte. Er wurde mit dem FC Karl-Marx-Stadt 1967 DDR-Fußball-Meister.
Posselts erste Fußballmannschaft waren die Schüler der BSG Chemie in seinem vogtländischen Heimatort Pausa. Über Motor Wema Plauen, wo er zuletzt in der zweitklassigen DDR-Liga spielte, kam der 1,78 m große Mittelfeldspieler und gelernter Schlosser zu Beginn der Saison 1965 zum FC Karl-Marx-Stadt, wo die bisherigen Mittelfeldstrategen Willy Holzmüller (34) und Eberhard Taubert (29) in die Jahre gekommen waren. Auf der linken Mittelfeldposition wurde Posselt mit dem FCK 1967 überraschend Fußballmeister. In der Meisterschaftssaison war er in 22 der 26 Punktspiele zum Einsatz gekommen und hatte vier Tore erzielt.
Das Jahr 1967 wurde auch das Jahr der internationalen Einsätze in Posselts Fußball-Laufbahn. Durch die Meisterschaft hatte sich der FC für den Europapokal der Landesmeister qualifiziert. Dort traf er im Herbst auf den belgischen Meister RSC Anderlecht, unterlag jedoch in beiden Erstrundenspielen mit 1:3 und 1:2. Posselt wirkte lediglich im Karl-Marx-Städter Heimspiel als Mittelfeldspieler mit. Bereits drei Tage später, am 23. September 1967 stand er in der DDR-Nachwuchsnationalmannschaft, mit er ebenfalls mit Mittelfeld aufgeboten, in Weimar ein 1:1 gegen Ungarn erreichte.
Trotz seiner Zugehörigkeit zum DDR-Nachwuchskader wurde Posselt völlig unüblich im November 1967 zum Militärdienst in die „Volksarmee“ eingezogen. Dort erhielt er jedoch die Möglichkeit, bei der Armeesportgemeinschaft Vorwärts Leipzig weiter Fußball zu spielen. Nach dem Ende seiner Armeezeit spielte er jeweils für kurze Zeit bei Chemie Leipzig II und Kali Werra Tiefenort und schloss sich dann zu Beginn der Saison 1971/72 der BSG Wismut Gera an, für die er bis 1977 in der zweitklassigen DDR-Liga spielte. Zwar hatte er maßgeblichen Anteil daran, dass Gera 1977 den Aufstieg in die Oberliga schaffte, doch wurden ihm nach Saisonschluss Disziplinlosigkeiten vorgeworfen und danach aus der 1. Mannschaft ausgeschlossen. Daraufhin wechselte Posselt, nun auch schon fast 33 Jahre alt, zum DDR-Liganeuling Landbau Bad Langensalza. Dort spielte er bis 1981 als Verteidiger, bis auf die Saison 1978/79 in der DDR-Liga. Nachdem er mit der Mannschaft 1981 zum zweiten Mal abgestiegen war, kehrte er zu Wismut Gera zurück, wo er 1982 mit 38 Jahren endgültig seine Fußballkarriere beendete. Obwohl Posselt Fußballmeister und 20 Jahre im Männerbereich aktiv war, kann er nur 47 Spiele in der DDR-Oberliga mit sieben Toren aufweisen.
In späteren Jahren war Posselt, der auch zum Ingenieur-Ökonomen ausgebildet worden war, als Fußballtrainer aktiv. Zuletzt trainierte er den 1. FC Gera 03, und von 2001 bis 2005 war er Trainer beim SV Elstertal Silbitz/Crossen.